# Gladys Jennings
Pour les articles homonymes, voir Jennings.
Gladys Jennings est une actrice britannique née le 5 août 1903 à Oxford et morte en octobre 1994 . 

## Filmographie partielle
- 1919 : The Lady Clare (en) de Wilfred Noy
- 1920 : The Face at the Window (en) de Wilfred Noy
- 1922 : Rob Roy de W. P. Kellino
- 1922 : L'Écuyère de Léonce Perret
- 1923 : Becket de George Ridgwell
- 1923 : The Crooked Man de George Ridgwell
- 1924 : The Prude's Fall de Graham Cutts
- 1927 : Luna - Park (Hindle Wakes) de Maurice Elvey
- 1928 : Lady Godiva de George J. Banfield et Leslie Eveleigh
- 1933 : I'm an Explosive d'Adrian Brunel
- 1934 : Lilies of the Field (en) de Norman Walker